# Weltkongress der Uiguren
Der Weltkongress der Uiguren (uigurisch دۇنيا ئۇيغۇر قۇرۇلتىيى Dunya Uyghur Qurultiyi; chinesisch 世界维吾尔代表大会, Pinyin Shìjiè Wéiwúěr Dàibiǎo Dàhuì, englisch World Uyghur Congress, WUC) ist eine Organisation von Exil-Uiguren mit Sitz in München.

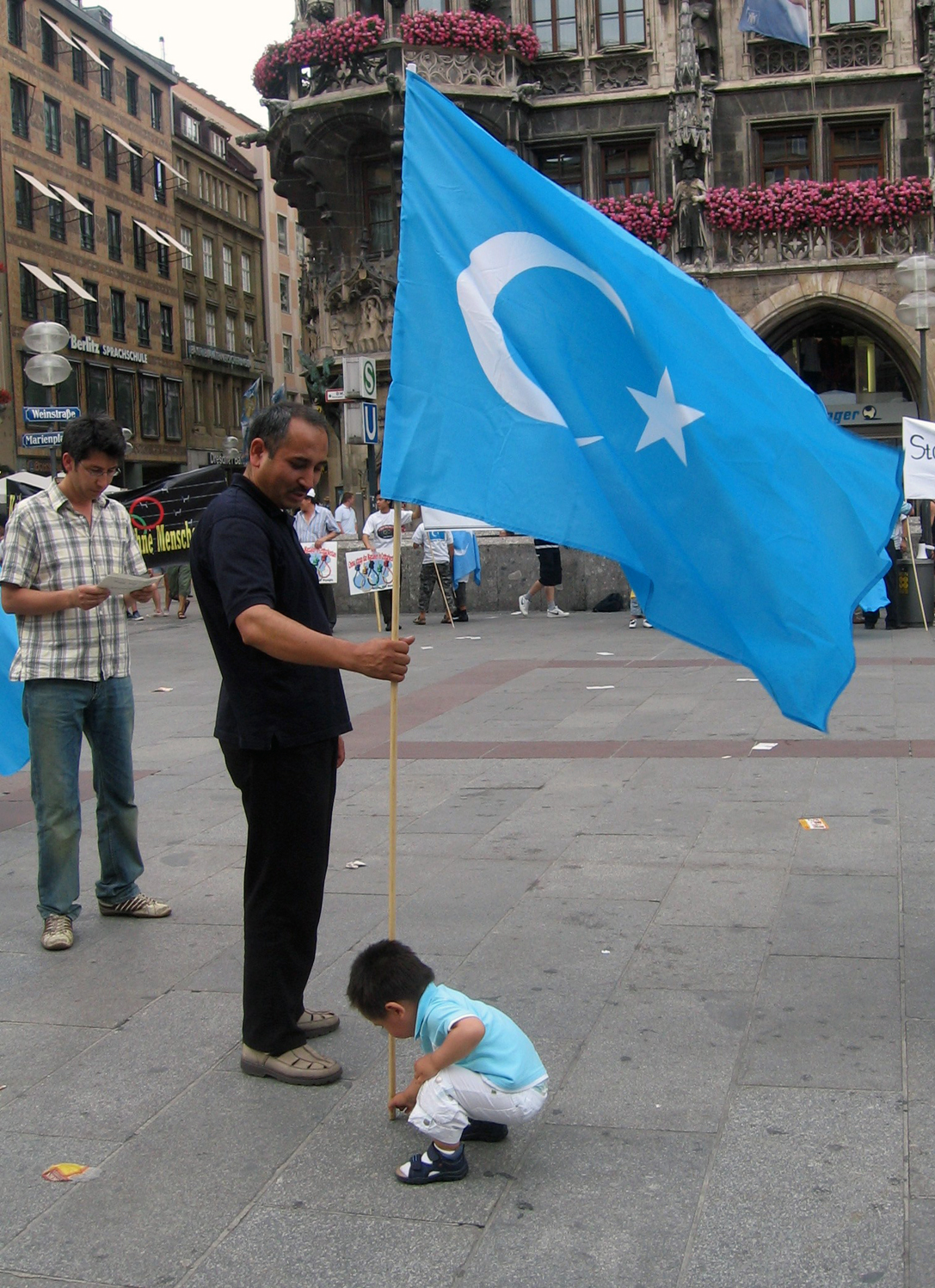
Protest in München mit der uigurischen Flagge

## Status
Der Verein wird von chinesischen Behörden (sowohl von der Volksrepublik China als auch von der Republik China auf Taiwan) und internationalen Beobachtern als separatistisch eingestuft. Der Verein fungiert als Dachorganisation mehrerer kleinerer Gruppen, darunter etwa der Uigurische Frauenverein München e. V., aber auch Gruppierungen aus dem Spektrum exiluigurischer Nationalisten. Einigen Mitgliedern wird außerdem von der chinesischen Regierung vorgeworfen, an Planung und Ausführung von Terroranschlägen beteiligt gewesen zu sein.
Der Verein wurde 2004 aus einem Zusammenschluss des Weltkongress der uigurischen Jugend und dem Ostturkestanischen Nationalkongress gegründet.
Die Organisation beansprucht für sich, die Interessen der rund acht Millionen Menschen umfassenden uigurischen Minderheit in China zu vertreten, die vor allem in der Provinz Xinjiang angesiedelt sind. Der WUC fordert die Unabhängigkeit der als „Ost-Turkestan“ bezeichneten Region Uigurisches Autonomes Gebiet Xinjiang. Dieser Anspruch ist indes nicht in Form einer demokratischen Wahl legitimiert. Ob eine Mehrheit der Uiguren die politischen Ziele des WUC unterstützt, offen oder stillschweigend, ist nicht bekannt.
Im April 2004 wurde Erkin Alptekin zum ersten Präsidenten gekürt. Ihm folgte die auf der Vollversammlung im November 2006 einstimmig gewählte Rebiya Kadeer. Seit November 2017 wird der WUC von Dolkun Isa geführt, Vize-Präsidenten sind Perhat Muhammet und Erkin Ekrem.
Nach chinesischer Darstellung und der Ansicht einiger westlicher Terrorismusexperten war die Gruppe an dem „uigurischen Pogrom, […] bei dem Anfang Juli [2009] 140 Han-Chinesen“ starben, beteiligt, chinesische Stellen sprechen von vorbereiteten Ausschreitungen. Die chinesischen Vorwürfe, die im Exil lebende Kadeer habe die Unruhen aus dem Ausland „orchestriert“, dementiert der Generalsekretär des Weltkongresses, Dolkun Isa. Vielmehr seien die Unruhen und Ausschreitungen als „Reaktion auf Grausamkeiten der Chinesen“. Am 6. Juli 2009 kam es in München, wo der Weltkongress seinen Sitz hat, zu einem Anschlag mit Molotowcocktails auf das chinesische Generalkonsulat, wobei an der Fassade des Konsulats geringfügiger Sachschaden entstand, jedoch eine chinesische Flagge verbrannte. Diese Aktion wurde im Zusammenhang gesehen mit den tags zuvor stattgefundenen Verhaftungen von mehr als 1400 Protestlern in Chinas Unruheprovinz Xinjiang.
Einige politische Analysten sehen in den uigurischen Terrorakten in China und dem angestrebten Bündnis mit den Exil-Tibetern, sowohl für die US-Außenpolitik unter Obama, welche Afghanistan als Schwerpunkt betrachtet, als auch für die zentralasiatischen Staaten wie Russland und China innenpolitische Probleme erwachsen. Die von Deutschland protegierte Politik dieser Exilbewegungen wird vor allem in Moskau und Peking kritisch betrachtet.
Die USA gewähren der früheren WUC-Präsidentin Rebiya Kadeer zurzeit politisches Asyl. Der halbstaatliche US-amerikanische National-Endowment-for-Democracy-Fonds unterstützt den WUC außerdem finanziell mit rund 200.000 US-Dollar im Jahr.

## Ziele
Der Weltkongress beschreibt seine Ziele selbst mit der „Gewährung von Demokratie, Menschenrechten und Religionsfreiheit für alle Uiguren“. Nach eigenem Bekunden wird Gewalt abgelehnt und postuliert, die einzige legitimierte Organisation der Uiguren weltweit zu sein, ohne dies jedoch belegen zu können. Er betrachtet sich als friedliche Oppositionsbewegung gegen die chinesische Besetzung Ostturkestans. Vor allem in München ist der Verein sehr aktiv und veranstaltet regelmäßig Demonstrationen und Mahnwachen. Laut eines Berichts des bayerischen Verfassungsschutzes aus dem Jahre 2009 wurde der Verein von Mitarbeitern des chinesischen Generalkonsulats in München nachrichtendienstlich überwacht. Es wurde ein Verfahren gegen vier mutmaßliche Spione eingeleitet.
Der WUC arbeitet eng mit der Unrepresented Nations and Peoples Organization zusammen, deren Mitgründer Erkin Alptekin von 2004 bis 2006 Vorsitzender des WUC war.